# Jordan Basketball Federation
Der jordanische Basketballverband ist der offizielle nationale Basketball-Verband in Jordanien. Er hat seinen Sitz in Amman.

## Geschichte und Aufgaben
Der Verband wurde 1957 gegründet. Ebenfalls seit 1957 ist der Verband auch Mitglied der Fédération Internationale de Basketball (FIBA) und damit auch der FIBA Asien, die 1968 gegründet wurde. Präsident des Verbandes ist zur Zeit Mohammad Alayyan. Der Verband ist für die Organisation, Leitung und Entwicklung des Basketballsports in Jordanien verantwortlich. Der Verband vertritt Basketball gegenüber Behörden sowie nationalen und internationalen Sportorganisationen. Zusätzlich verteidigt der Verband auch die moralischen und materiellen Interessen des jordanischen Basketballs. Der Verband organisiert die nationale Meisterschaft und ist für die Jordanische Basketballnationalmannschaft der Herren und die Jordanische Basketballnationalmannschaft der Damen verantwortlich.

## Fakten zum Basketballverband Jordan Basketball Federation
| Kriterium                   | Fakten                                                                                                   |
| --------------------------- | --- |
| Gründungsjahr des Verbandes | 1957 |
| Jahr des FIBA-Beitritts     | 1957 oder 1961                                                                                           |
| Kontinentaler Verband       | FIBA Asien (Beitritt: 1968)                                                                              |
| Sitz des Verbandes          | Amman |
| Sonstiges                   | Weitere Mitgliedschaften: Arab Basketball Confederation: 1974 und West Asia Basketball Association: 1998 |
| Höchste Liga                | Jordanian Premier Basketball League                                                                      |

## Fakten zum Basketball in Jordanien
| Kriterium                                    | Anzahl |
| -------------------------------------------- | ------ |
| Registrierte Vereine                         | 24     |
| Lizenzierte weibliche Basketballspielerinnen | 294    |
| Lizenzierte männliche Basketballspieler      | 1.276  |
| Unlizenzierte Basketballspieler/innen        | 9.500  |

## Basketballnationaltrainer des Verbandes (Auswahl)
- Evangelos Alexandris

## Basketballfunktionäre des Verbandes (Auswahl)

### Liste von Präsidenten
| Name             | von     | bis | Beleg       |
| ---------------- | ------- | --- | ----------- |
| Mohammad Alayyan | interim |     | [ 2 ] [ 3 ] |
| Hilal Barakat    |         |     | [ 1 ]       |

### Liste von Generalsekretären
| Name                  | von     | bis | Beleg       |
| --------------------- | ------- | --- | ----------- |
| Nabeel Yousef Abu Ata | interim |     | [ 2 ] [ 3 ] |
| Ibrahim Shaarawi      |         |     | [ 1 ]       |